# Pierre Clochar

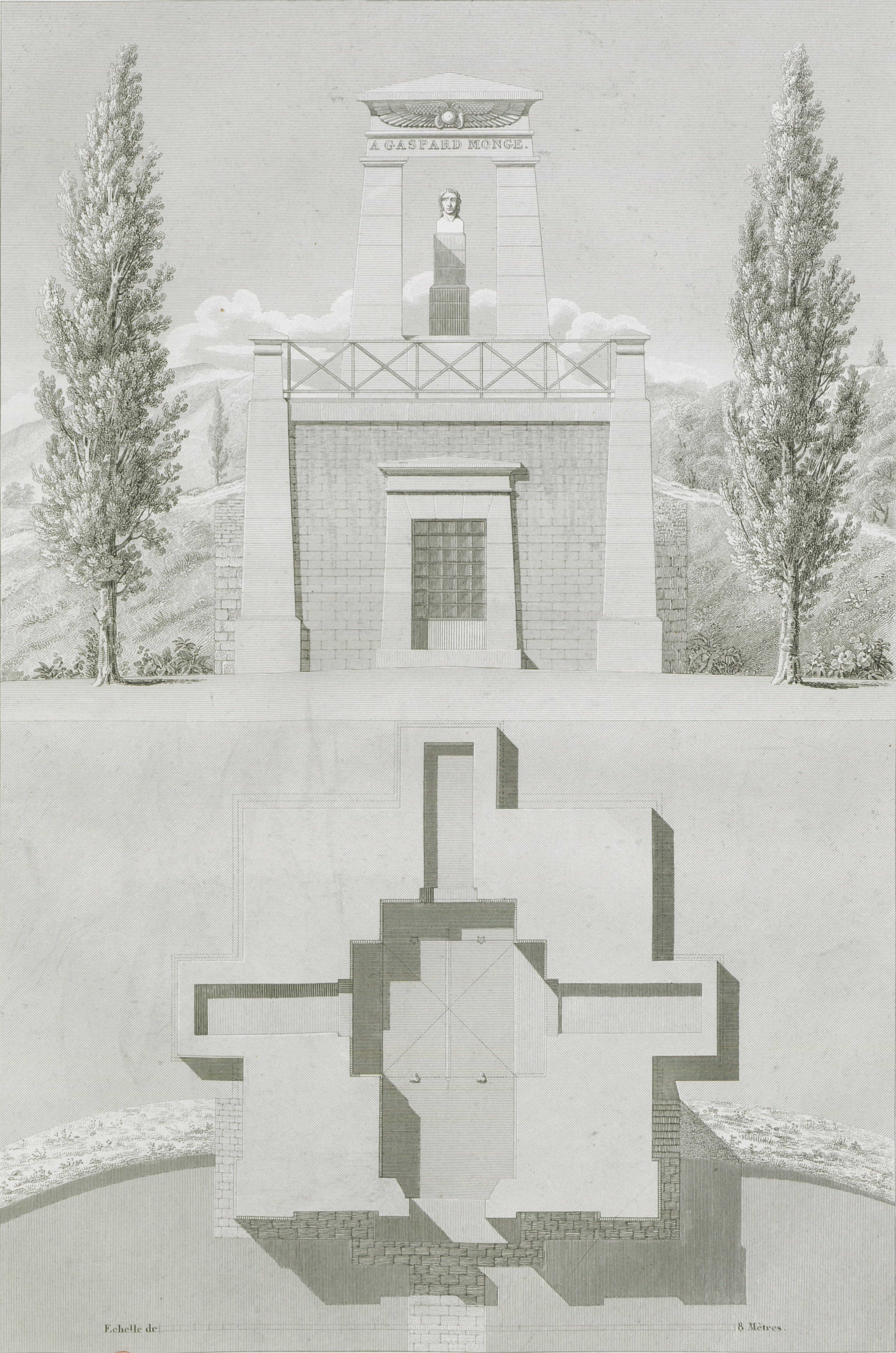
Plan et élévation du tombeau de Gaspard Monge.

Pierre Clochar (Bordeaux, 1774-1853) est un architecte français.
Élève de David, Leroy, Regnault et Percier, il dessine notamment les plans du tombeau de Gaspard Monge au cimetière du Père-Lachaise, avant le transfert de ses cendres au Panthéon.

## Publications
- Monumens et tombeaux, mesurés et dessinés en Italie [lire en ligne]
- Palais, maisons et vues d'Italie [lire en ligne]

## Réalisations
- Tombeau de Gaspard Monge au cimetière du Père-Lachaise
- Tombeau de la famille du baron Micoud au cimetière du Père-Lachaise